# Them, Robot
«Them, Robot» (укр. «Їх, робот») — сімнадцята серія двадцять третього сезону мультсеріалу «Сімпсони», прем'єра якої відбулась 18 березня 2012 року у США на телеканалі «Fox».

## Сюжет
На Спрінґфілдській АЕС містер Бернс оголошує працівникам, що всі вони повинні пройти медичний огляд для перевірки на наявність наркотиків. Він нагадує їм, що згідно закону алкоголь вважається наркотиком. Через це Гомер всі вихідні намагається протистояти своєму потягу до алкоголю.
За результатами обстеження Бернс отримує великий рахунок за проведення обстежень всіх співробітників. Тоді він вирішує поновити штат. Смізерс пропонує високотехнологічне рішення — роботів A9000. Бернс представляє людям нових роботів на заміну всіх людських ресурсів АЕС.
Смізерс повідомляє босу, що треба залишити одного працівника, «цапа відбувайла», наприклад, для підписування за посилки. У цей час до кабінету заходить Гомер, тож Бернс вирішує залишити його. Після цього Бернс замінює навіть Смізерса на робота A9000.
Тим часом Гомеру починає не подобатися його нова робота, оскільки йому немає з ким поговорити, а роботи не можуть з ним спілкуватися. Пізніше в таверні Мо Гомер дізнається, що всі звільнені працівники електростанції досі не знайшли нову постійну роботу і насилу зводять кінці з кінцями.
Наступного дня байдикуючи, Гомер випадково ламає одного з роботів. Коли він читає посібник з ремонту та технічного обслуговування A9000 і виявляє, що може змусити роботів розмовляти з ним. Після кількох невдалих спроб (і знищених роботів), Гомеру вдається активувати «режим розмови» на роботі D39 і подружитися з ним. Після цього на станції Гомер більш задоволений роботою.
Якось Гомер каже, що час іти до Мо, але D39 повідомляє йому, що автоматизовані працівники не можуть залишати АЕС: їхнє програмування обмежує рух жовтими напрямними лініями на підлозі. У Гомера з'являється ідея: балончиком він малює нову жовту лінію через місто до бейсбольного поля, де грає з усіма роботами. Намагаючись зловити довгу подачу, Гомера мало не збиває зустрічна вантажівка, але один із роботів жертвує собою, щоб врятувати життя Гомера. Інші роботи пояснюють, що згідно трьох законів робототехніки їхнє головне завдання — зберегти людське життя. Один з роботів стверджує, що алкоголь шкідливий для здоров'я людини, і забирає в Гомера пиво.
Роздратований цим, Гомер позичає дриль Фландерса і робить їм «роботомію». Однак, в результаті це перепрограмує роботів для «знищення всіх перешкод на шляху до станції рослині», тобто Гомера.
Гомер біжить до маєтка Бернса, де повідомляє босові про нову директиву роботів. Містер Бернс відпускає гончих, з якими роботи швидко розправляються. Бернс сварить собак, через що вони разом з роботами женуться за чоловіками маєтком. Гомер і Бернс намагаються сховатися в оранжереї, але роботи швидко їх помічають, розбивають скло й оточують їх. Якраз тоді з'являються звільнені працівники АЕС і люто б'ються з роботами. Гомер дякує своїм друзям за порятунок його життя, а містер Бернс повертає їх на роботу.
У фінальній сцені показано, що Гомер залишив і перепрограмував одного з роботів, щоб їздити з ним на риболовлю. Однак, не витримавши забаганок Гомера робот вирішує самознищитися.

## Виробництво
В інтерв'ю «The A.V. Club» запрошена зірка актор Брент Спінер сказав:
|  | Я знаю чоловіка [сценариста Майкла Прайса], який пише для шоу, [і] це була його серія, і він подзвонив і сказав: «Ти б це зробив?» І я сказав: «Так». Більше нема чого розповідати, окрім того, що я був у захваті від участі в «Сімпсонах», тому що це один із найкращих серіалів в історії телебачення. Крім того, Ви знаєте, що озвучування — це найпростіше. Ви викочуєтеся з ліжка, накидаєте свій одяг, який був напередодні ввечері, йдете в студію, і нікого це не хвилює, поки ви можете говорити… Це така легка робота. Це, як крадіжка грошей, справді. Що я завжди із задоволенням роблю. |

## Цікаві факти і культурні відсилання
- На бейсбольному полі Мілгаус і робот згадують гравця Руді — Руді Рютігера[2].
- Під час бою Смізерс кидає двом роботам книги «Мерв» і «Смерть у Венеції». В результаті роботи закохуються[3].
- Під час титрів грає пісня «Robot Parade» рок-деута «They Might Be Giants»[3].

## Ставлення критиків і глядачів
Під час прем'єри серію переглянули 5,24 млн осіб з рейтингом 2.4, що зробило її другим найпопулярнішим шоу на каналі «Fox» тієї ночі, після «Сім'янина».
Гейден Чайлдс з «The A.V. Club» дав серії оцінку B, сказавши:
|  | Незважаючи на те, що в цій серії є багато гарних жартів, сатира надто м'яка, якщо не сказати слабка, для своєї теми, а епізод надто готовий поховати сатиру, щоб розвивати сюжет. Сам сюжет здається переробленим з аспектів попередніх історій, хоча жоден із цих елементів раніше не був представлений у такій формі, а деякі ґеґи мають певну відштовхувальну підлість. Однак, серія пропонує достатньо добродушного гумору, щоб утриматися на плаву. |

Тереза Лопес з «TV Fanatic» дала серії три з половиною з п'яти зірок, сказавши, що «сюжет значною мірою покладається на дурість Гомера».
Згідно з голосуванням на сайті The NoHomers Club більшість фанатів оцінили серію на 4/5 із середньою оцінкою 3,02/5.